# Corymbia cadophora
Corymbia cadophora är en myrtenväxtart som beskrevs av Kenneth D. Hill och Lawrence Alexander Sidney Johnson. Corymbia cadophora ingår i släktet Corymbia och familjen myrtenväxter.

## Underarter
Arten delas in i följande underarter:
- C. c. cadophora
- C. c. pliantha
- C. c. polychroma